# Aeródromo de San Enrique
El Aeródromo de San Enrique, (OACI: LESE) es un aeródromo privado español situado en el municipio de  Almodóvar del Campo (Ciudad Real) .
El aeródromo tiene una pista de aterrizaje de tierra, de 3637 pies x 59 pies.